# Docteur Petiot
Docteur Petiot è un film del 1990 diretto da Christian de Chalonge e interpretato da Michel Serrault, Pierre Romans e Bérangère Bonvoisin. Il film è ispirato ai misfatti compiuti dal serial killer Marcel Petiot, ghigliottinato a Parigi il 25 maggio 1946.

## Distribuzione
Il film è uscito in Francia il 19 settembre 1990; negli Stati Uniti il 23 settembre 1990 al New York Film Festival; nel Regno Unito e in Turchia il 18 ottobre 1991; in Australia il 28 novembre 1991 e in Argentina il 7 aprile 1994.
Oltre che con il titolo originale, la pellicola è stata distribuita anche con i titoli El extraño caso del Doctor Petiot in Argentina; Doctor Petiot in Spagna; Doktor Petiot in Turchia; Dr. Petiot in Germania Ovest.